# Piotr Zaremba
Piotr Zaremba (* 10. Juni 1910 in Heidelberg; † 8. Oktober 1993 in Stettin) war ein polnischer Architekt und Stadtplaner. Er war der erste polnische Stadtpräsident von Stettin.

## Leben
Piotr Zaremba studierte in Posen und Lemberg Architektur und Städtebau. Vor dem Zweiten Weltkrieg arbeitete er als Stadtbeamter in Posen. Dort lebte er auch während der deutschen Besetzung Polens.
Am 30. April 1945 übernahm er als Stadtpräsident das von der Roten Armee eroberte Stettin für die Volksrepublik Polen und übte dieses Amt bis 1950 aus. Beim Wiederaufbau der Stadt strebte er an, die historisch nach Berlin ausgerichtete Orientierung der Stadt aufzuheben. Stattdessen initiierte er die planerische Ausrichtung der jetzt in einer Randlage Polens liegenden Stadt nach Osten.
Ab 1947 war er Lehrer an der Fakultät für Architektur der Stettiner Ingenieurhochschule, der späteren Technischen Universität. Zaremba spezialisierte sich auf die Raumplanung, war Mitbegründer dieser Studienrichtung in Polen und bearbeitete Projekte für zahlreiche Länder Asiens, Afrikas und Lateinamerikas. Im Bereich der Umwelt- und Landschaftsgestaltung befasste er sich mit ökologischen Aspekten in städtischen und Industriegebieten.
Piotr Zaremba war Ehrenmitglied der Polnischen Akademie der Wissenschaften. 1999 wählten ihn die Leser der Stettiner Ausgabe der Gazeta Wyborcza zum beliebtesten Stettiner des Jahrhunderts.

## Schriften (Auswahl)
- Dziennik 1945 (deutsch: Tagebuch 1945), Szczecin 1996